# Bomber Raid
Bomber Raid (ボンバーレイド) est un jeu vidéo de type shoot them up développé par Sanritsu et édité par Sega en 1989 sur Master System.